# Frank Barson
Frank Barson (Grimesthorpe, 10 aprile 1891 – Winson Green, 13 settembre 1968) è stato un calciatore e allenatore di calcio inglese, di ruolo centrocampista.

## Palmarès

### Giocatore

#### Competizioni nazionali
- Coppa d'Inghilterra: 2

Barnsley: 1911-1912
Aston Villa: 1919-1920